# Liste der Baudenkmäler in Sterzing
Die Liste der Baudenkmäler in Sterzing (italienisch Vipiteno) enthält die 131 als Baudenkmäler ausgewiesenen Objekte auf dem Gebiet der Gemeinde Sterzing in Südtirol.
Basis ist das im Internet einsehbare offizielle Verzeichnis der Baudenkmäler in Südtirol. Dabei kann es sich beispielsweise um Sakralbauten, Wohnhäuser, Bauernhöfe und Adelsansitze handeln. Die Reihenfolge in dieser Liste orientiert sich an der Bezeichnung, alternativ ist sie auch nach der Adresse oder dem Datum der Unterschutzstellung sortierbar.

## Liste
| Foto |                 | Bezeichnung                                                              | Standort                                         | Eintragung                   | Beschreibung | Metadaten                                                  |
| ---- | --------------- | ------------------------------------------------------------------------ | ------------------------------------------------ | ---------------------------- | --- | ---------------------------------------------------------- |
| ja   | Datei hochladen | Alter Zoll in Lurx ID: 17348                                             | 46° 54′ 51″ N, 11° 26′ 32″ O                     | 14. Mai 1951 (MD)            | Zollhaus | KG: Ried Bauparzelle: 22/1                                 |
| ja   | Datei hochladen | Altstadt 1 ID: 17409                                                     | Altstadt 1 46° 53′ 57″ N, 11° 25′ 52″ O          | 25. Juli 1951 (MD)           | Gasthaus | KG: Sterzing Bauparzelle: 133/1                            |
| ja   | Datei hochladen | Altstadt 3 ID: 17410                                                     | Altstadt 3 46° 53′ 57″ N, 11° 25′ 52″ O          | 12. Mai 1986 (BLR-LAB 2363)  | Städtisches Wohnhaus | KG: Sterzing Bauparzelle: 134, 134/1, 134/2                |
| ja   | Datei hochladen | Altstadt 4 ID: 17413                                                     | Altstadt 4 46° 53′ 58″ N, 11° 25′ 52″ O          | 3. Feb. 1952 (MD)            | Städtisches Wohnhaus | KG: Sterzing Bauparzelle: 140/1, 140/2                     |
| ja   | Datei hochladen | Altstadt 5 ID: 17411                                                     | Altstadt 5 46° 53′ 57″ N, 11° 25′ 51″ O          | 25. Juli 1951 (MD)           | Städtisches Wohnhaus | KG: Sterzing Bauparzelle: 135                              |
| ja   | Datei hochladen | Altstadt 6 ID: 17415                                                     | Altstadt 6 46° 53′ 58″ N, 11° 25′ 52″ O          | 12. Mai 1986 (BLR-LAB 2363)  | Städtisches Wohnhaus | KG: Sterzing Bauparzelle: 143                              |
| ja   | Datei hochladen | Altstadt 7 ID: 17412                                                     | Altstadt 7 46° 53′ 58″ N, 11° 25′ 51″ O          | 25. Juli 1951 (MD)           | Städtisches Wohnhaus | KG: Sterzing Bauparzelle: 136                              |
| ja   | Datei hochladen | Altstadt 8A ID: 17416                                                    | Altstadt 8A 46° 53′ 58″ N, 11° 25′ 52″ O         | 12. Mai 1986 (BLR-LAB 2363)  | Städtisches Wohnhaus | KG: Sterzing Bauparzelle: 144                              |
| ja   | Datei hochladen | Altstadt 10 ID: 17417                                                    | Altstadt 10 46° 53′ 58″ N, 11° 25′ 52″ O         | 3. Feb. 1952 (MD)            | Gasthaus | KG: Sterzing Bauparzelle: 145                              |
| ja   | Datei hochladen | Altstadt 15 ID: 17423                                                    | Altstadt 15 46° 53′ 59″ N, 11° 25′ 50″ O         | 25. Juli 1951 (MD)           | Städtisches Wohnhaus | KG: Sterzing Bauparzelle: 158                              |
| ja   | Datei hochladen | Altstadt 16 ID: 17419                                                    | Altstadt 16 46° 53′ 59″ N, 11° 25′ 51″ O         | 12. Mai 1986 (BLR-LAB 2363)  | Städtisches Wohnhaus | KG: Sterzing Bauparzelle: 148                              |
| ja   | Datei hochladen | Altstadt 17 ID: 17424                                                    | Altstadt 17 46° 53′ 59″ N, 11° 25′ 50″ O         | 12. Mai 1986 (BLR-LAB 2363)  | Städtisches Wohnhaus | KG: Sterzing Bauparzelle: 159                              |
| ja   | Datei hochladen | Altstadt 19 ID: 50353                                                    | Altstadt 19 46° 53′ 59″ N, 11° 25′ 50″ O         | 8. Nov. 2004 (BLR-LAB 3992)  | Städtisches Wohnhaus | KG: Sterzing Bauparzelle: 160                              |
| ja   | Datei hochladen | Altstadt 20 ID: 17420                                                    | Altstadt 20 46° 54′ 0″ N, 11° 25′ 51″ O          | 3. Feb. 1952 (MD)            | Gasthaus | KG: Sterzing Bauparzelle: 150/1                            |
| ja   | Datei hochladen | Altstadt 22 ID: 17421                                                    | Altstadt 22 46° 54′ 0″ N, 11° 25′ 50″ O          | 3. Feb. 1952 (MD)            | Städtisches Wohnhaus | KG: Sterzing Bauparzelle: 153                              |
| ja   | Datei hochladen | Altstadt 23 ID: 17425                                                    | Altstadt 23 46° 54′ 0″ N, 11° 25′ 49″ O          | 8. Juni 1951 (MD)            | Städtisches Wohnhaus | KG: Sterzing Bauparzelle: 162                              |
| ja   | Datei hochladen | Altstadt 30 ID: 50487                                                    | Altstadt 30 46° 54′ 1″ N, 11° 25′ 49″ O          | 26. Mai 2008 (BLR-LAB 1758)  | Städtisches Wohnhaus | KG: Sterzing Bauparzelle: 165                              |
| ja   | Datei hochladen | Altstadt 32 ID: 17426                                                    | Altstadt 32 46° 54′ 2″ N, 11° 25′ 49″ O          | 12. Mai 1986 (BLR-LAB 2363)  | Städtisches Wohnhaus | KG: Sterzing Bauparzelle: 166                              |
| ja   | Datei hochladen | Altstadt 34 ID: 17427                                                    | Altstadt 34 46° 54′ 2″ N, 11° 25′ 49″ O          | 3. Feb. 1952 (MD)            | Städtisches Wohnhaus | KG: Sterzing Bauparzelle: 167                              |
| ja   | Datei hochladen | Altstadt 36 ID: 17428                                                    | Altstadt 36 46° 54′ 2″ N, 11° 25′ 49″ O          | 8. Juni 1951 (MD)            | Städtisches Wohnhaus | KG: Sterzing Bauparzelle: 168                              |
| ja   | Datei hochladen | Altstadt 38 ID: 17471                                                    | Altstadt 38 46° 54′ 3″ N, 11° 25′ 49″ O          | 12. Mai 1986 (BLR-LAB 2363)  | Städtisches Wohnhaus | KG: Sterzing Bauparzelle: 169                              |
| ja   | Datei hochladen | Altstadt 40 ID: 17429                                                    | Altstadt 40 46° 54′ 3″ N, 11° 25′ 49″ O          | 8. Juni 1951 (MD)            | Zollhaus | KG: Sterzing Bauparzelle: 170 Grundparzelle: 116/3         |
| ja   | Datei hochladen | Altstadt 46 ID: 17430                                                    | Altstadt 46 46° 54′ 4″ N, 11° 25′ 48″ O          | 12. Mai 1986 (BLR-LAB 2363)  | Städtisches Wohnhaus | KG: Sterzing Bauparzelle: 174/2                            |
| ja   | Datei hochladen | Bildstock in der Margarethenstraße ID: 50536                             | 46° 53′ 34″ N, 11° 25′ 30″ O                     | 3. Mai 2010 (BLR-LAB 735)    | Bildstock | KG: Sterzing Grundparzelle: 213                            |
| ja   | Datei hochladen | Cleshaus ID: 17396                                                       | Neustadt 28 46° 53′ 50″ N, 11° 25′ 54″ O         | 4. Jan. 1952 (MD)            | Städtisches Wohnhaus | KG: Sterzing Bauparzelle: 113                              |
| ja   | Datei hochladen | Dantestraße 1 ID: 17358                                                  | Dantestraße 1 46° 53′ 53″ N, 11° 26′ 1″ O        | 20. Jan. 2003 (BLR-LAB 106)  | Städtisches Wohnhaus | KG: Sterzing Bauparzelle: 25                               |
| ja   | Datei hochladen | Ehemaliges Heilig-Geist-Spital ID: 17414                                 | Altstadt 2 46° 53′ 58″ N, 11° 25′ 53″ O          | 12. Mai 1986 (BLR-LAB 2363)  | Spital | KG: Sterzing Bauparzelle: 138, 142/1, 142/2, 142/3         |
| ja   | Datei hochladen | Ehemalige Deutschordenskommende mit Elisabethkapelle ID: 17440           | 46° 53′ 25″ N, 11° 25′ 58″ O                     | 12. Mai 1986 (BLR-LAB 2363)  | Kloster | KG: Sterzing Bauparzelle: 215, 216 Grundparzelle: 436, 437 |
| BW   | Datei hochladen | Fischerhaus ID: 17449                                                    | Gänsbacherstraße 39 46° 53′ 34″ N, 11° 26′ 6″ O  | 12. Mai 1986 (BLR-LAB 2363)  | Städtisches Wohnhaus | KG: Sterzing Bauparzelle: 241                              |
| BW   | Datei hochladen | Frei in Raminges ID: 17465                                               | 46° 54′ 16″ N, 11° 25′ 15″ O                     | 12. Mai 1986 (BLR-LAB 2363)  | Ländliches Wohnhaus/Bauernhof geschützt ist seit dem Beschluss der Landesregierung Nr. 322 vom 22. März 2016 nur noch die Stube. | KG: Tschöfs Bauparzelle: 36/1                              |
| ja   | Datei hochladen | Fuchsthurn ID: 17436                                                     | Frundsbergstraße 2 46° 53′ 48″ N, 11° 25′ 52″ O  | 12. Mai 1986 (BLR-LAB 2363)  | Städtisches Wohnhaus | KG: Sterzing Bauparzelle: 201/2                            |
| ja   | Datei hochladen | Gänsbacherstraße 1 ID: 17443                                             | Gänsbacherstraße 1 46° 53′ 47″ N, 11° 25′ 56″ O  | 27. Dez. 1971 (MD)           | Städtisches Wohnhaus | KG: Sterzing Bauparzelle: 230                              |
| ja   | Datei hochladen | Gänsbacherstraße 3 ID: 17444                                             | Gänsbacherstraße 3 46° 53′ 46″ N, 11° 25′ 56″ O  | 27. Dez. 1971 (MD)           | Städtisches Wohnhaus | KG: Sterzing Bauparzelle: 231                              |
| ja   | Datei hochladen | Gänsbacherstraße 5 ID: 17445                                             | Gänsbacherstraße 5 46° 53′ 46″ N, 11° 25′ 56″ O  | 27. Dez. 1971 (MD)           | Städtisches Wohnhaus | KG: Sterzing Bauparzelle: 232, 987                         |
| ja   | Datei hochladen | Gänsbacherstraße 7 ID: 17446                                             | Gänsbacherstraße 7 46° 53′ 46″ N, 11° 25′ 56″ O  | 27. Dez. 1971 (MD)           | Städtisches Wohnhaus | KG: Sterzing Bauparzelle: 233                              |
| ja   | Datei hochladen | Gänsbacherstraße 9 ID: 17447                                             | Gänsbacherstraße 9 46° 53′ 45″ N, 11° 25′ 57″ O  | 27. Dez. 1971 (MD)           | Städtisches Wohnhaus | KG: Sterzing Bauparzelle: 234                              |
| ja   | Datei hochladen | Gänsbacherstraße 11 ID: 17448                                            | Gänsbacherstraße 11 46° 53′ 45″ N, 11° 25′ 57″ O | 27. Dez. 1971 (MD)           | Städtisches Wohnhaus | KG: Sterzing Bauparzelle: 235 Grundparzelle: 295           |
| ja   | Datei hochladen | Gänsbacherstraße 14 ID: 17442                                            | Gänsbacherstraße 14 46° 53′ 42″ N, 11° 25′ 57″ O | 3. Mai 1989 (BLR-LAB 2445)   | Städtisches Wohnhaus | KG: Sterzing Bauparzelle: 222                              |
| ja   | Datei hochladen | Gänsbacherstraße 25 ID: 18144                                            | Gänsbacherstraße 25 46° 53′ 39″ N, 11° 25′ 59″ O | 29. Jan. 1996 (BLR-LAB 256)  | Städtisches Wohnhaus | KG: Sterzing Bauparzelle: 274                              |
| ja   | Datei hochladen | Garbe 5 ID: 17355                                                        | Garbe 5 46° 53′ 48″ N, 11° 26′ 11″ O             | 6. Juli 1951 (MD)            | Städtisches Wohnhaus | KG: Sterzing Bauparzelle: 7                                |
| ja   | Datei hochladen | Garbe 10 ID: 17357                                                       | Garbe 10 46° 53′ 48″ N, 11° 26′ 10″ O            | 6. Juli 1951 (MD)            | Städtisches Wohnhaus | KG: Sterzing Bauparzelle: 10                               |
| BW   | Datei hochladen | Gassebner ID: 17454                                                      | 46° 53′ 23″ N, 11° 24′ 53″ O                     | 12. Mai 1986 (BLR-LAB 2363)  | Ländliches Wohnhaus/Bauernhof | KG: Thuins Bauparzelle: 15/1                               |
| BW   | Datei hochladen | Gasthof Ried ID: 17346                                                   | 46° 55′ 7″ N, 11° 26′ 49″ O                      | 12. Mai 1986 (BLR-LAB 2363)  | Gasthaus | KG: Ried Bauparzelle: 4/1                                  |
| ja   | Datei hochladen | Gasthof zum Goldenen Kreuz ID: 17392                                     | Neustadt 36 46° 53′ 49″ N, 11° 25′ 54″ O         | 3. Feb. 1952 (MD)            | Gasthaus | KG: Sterzing Bauparzelle: 108/2                            |
| ja   | Datei hochladen | Gasthof zum Lamm ID: 17401                                               | Neustadt 16 46° 53′ 53″ N, 11° 25′ 53″ O         | 12. Mai 1986 (BLR-LAB 2363)  | Gasthaus | KG: Sterzing Bauparzelle: 122                              |
| ja   | Datei hochladen | Gasthof zum Roten Adler ID: 17422                                        | Altstadt 24 46° 54′ 0″ N, 11° 25′ 50″ O          | 12. Mai 1986 (BLR-LAB 2363)  | Gasthaus | KG: Sterzing Bauparzelle: 154/1, 154/2                     |
| ja   | Datei hochladen | Gasthof zum Schlüssel ID: 17394                                          | Neustadt 32 46° 53′ 50″ N, 11° 25′ 54″ O         | 4. Jan. 1952 (MD)            | Gasthaus | KG: Sterzing Bauparzelle: 110/1                            |
| ja   | Datei hochladen | Gasthof zum Schwarzen Adler ID: 17408                                    | Stadtplatz 1 46° 53′ 56″ N, 11° 25′ 52″ O        | 25. Juli 1951 (MD)           | Gasthaus | KG: Sterzing Bauparzelle: 131                              |
| ja   | Datei hochladen | Gasthof zur Flamme mit Wirtschaftsgebäude ID: 17373                      | Neustadt 31 46° 53′ 51″ N, 11° 25′ 55″ O         | 6. Juli 1951 (MD)            | Gasthaus | KG: Sterzing Bauparzelle: 78/1, 78/2, 78/3                 |
| ja   | Datei hochladen | Gasthof zur Goldenen Krone ID: 17431                                     | 46° 54′ 2″ N, 11° 25′ 48″ O                      | 12. Mai 1986 (BLR-LAB 2363)  | Gasthaus | KG: Sterzing Bauparzelle: 176, 177, 178/1, 179             |
| ja   | Datei hochladen | Gasthof zur Lilie ID: 17382                                              | Neustadt 49 46° 53′ 49″ N, 11° 25′ 56″ O         | 8. Juni 1951 (MD)            | Gasthaus | KG: Sterzing Bauparzelle: 93, 93/1, 93/2                   |
| ja   | Datei hochladen | Gasthof zur Neuen Post ID: 17402                                         | Neustadt 14 46° 53′ 54″ N, 11° 25′ 53″ O         | 6. Juli 1951 (MD)            | Gasthaus | KG: Sterzing Bauparzelle: 123                              |
| ja   | Datei hochladen | Gasthof zur Traube ID: 17418                                             | Altstadt 12 46° 53′ 59″ N, 11° 25′ 52″ O         | 3. Feb. 1952 (MD)            | Gasthaus | KG: Sterzing Bauparzelle: 146                              |
| BW   | Datei hochladen | Geierhäusl ID: 17466                                                     | 46° 54′ 55″ N, 11° 26′ 33″ O                     | 14. Mai 1951 (MD)            | Ländliches Wohnhaus/Bauernhof | KG: Tschöfs Bauparzelle: 54                                |
| BW   | Datei hochladen | Geizkoflerstraße 2 ID: 17360                                             | Geizkoflerstraße 2 46° 53′ 56″ N, 11° 25′ 54″ O  | 12. Mai 1986 (BLR-LAB 2363)  | Städtisches Wohnhaus | KG: Sterzing Bauparzelle: 45                               |
| BW   | Datei hochladen | Gschnitzer ID: 17351                                                     | 46° 54′ 56″ N, 11° 26′ 53″ O                     | 12. Mai 1986 (BLR-LAB 2363)  | Ländliches Wohnhaus/Bauernhof | KG: Ried Bauparzelle: 26/2                                 |
| BW   | Datei hochladen | Gstreinthurn ID: 17472                                                   | Frundsbergstraße 21 46° 53′ 59″ N, 11° 25′ 48″ O | 8. Juni 1951 (MD)            | Städtisches Wohnhaus | KG: Sterzing Bauparzelle: 189/1                            |
| BW   | Datei hochladen | Holzmann in Raminges ID: 17463                                           | 46° 54′ 23″ N, 11° 25′ 3″ O                      | 12. Mai 1986 (BLR-LAB 2363)  | Ländliches Wohnhaus/Bauernhof | KG: Tschöfs Bauparzelle: 23                                |
| ja   | Datei hochladen | Jöchelsthurn mit Peter-und-Paul-Kapelle und Garten ID: 17435             | 46° 53′ 54″ N, 11° 25′ 48″ O                     | 12. Mai 1986 (BLR-LAB 2363)  | Ansitz | KG: Sterzing Bauparzelle: 198, 199 Grundparzelle: 61       |
| BW   | Datei hochladen | Kapelle in Flans ID: 17468                                               | 46° 55′ 15″ N, 11° 26′ 7″ O                      | 12. Mai 1986 (BLR-LAB 2363)  | Kapelle | KG: Tschöfs Bauparzelle: 87                                |
| BW   | Datei hochladen | Kapelle in Matzes ID: 17467                                              | 46° 54′ 58″ N, 11° 25′ 38″ O                     | 12. Mai 1986 (BLR-LAB 2363)  | Kapelle | KG: Tschöfs Bauparzelle: 71/2                              |
| BW   | Datei hochladen | Kapelle in Thuins ID: 17458                                              | 46° 53′ 28″ N, 11° 25′ 1″ O                      | 12. Mai 1986 (BLR-LAB 2363)  | Kapelle | KG: Thuins Bauparzelle: 80                                 |
| ja   | Datei hochladen | Kapuzinerkirche St. Magdalena ID: 17434                                  | 46° 53′ 54″ N, 11° 25′ 47″ O                     | 12. Mai 1986 (BLR-LAB 2363)  | Kirche | KG: Sterzing Bauparzelle: 197                              |
| BW   | Datei hochladen | Kornkasten beim Prantner ID: 17352                                       | 46° 55′ 19″ N, 11° 27′ 0″ O                      | 12. Mai 1986 (BLR-LAB 2363)  | Kornkasten | KG: Ried Bauparzelle: 43                                   |
| ja   | Datei hochladen | Lampl ID: 17356                                                          | Garbe 3 46° 53′ 49″ N, 11° 26′ 11″ O             | 6. Juli 1951 (MD)            | Städtisches Wohnhaus | KG: Sterzing Bauparzelle: 9/1                              |
| BW   | Datei hochladen | Löweneck ID: 17456                                                       | 46° 53′ 21″ N, 11° 25′ 28″ O                     | 12. Mai 1986 (BLR-LAB 2363)  | Ansitz | KG: Thuins Bauparzelle: 55 Grundparzelle: 667/2            |
| BW   | Datei hochladen | Mader in Steckholz ID: 17469                                             | 46° 55′ 38″ N, 11° 26′ 41″ O                     | 12. Mai 1986 (BLR-LAB 2363)  | Ländliches Wohnhaus/Bauernhof | KG: Tschöfs Bauparzelle: 94                                |
| BW   | Datei hochladen | Mariahilfkapelle in Raminges ID: 17470                                   | 46° 54′ 13″ N, 11° 25′ 18″ O                     | 12. Mai 1986 (BLR-LAB 2363)  | Kapelle | KG: Tschöfs Bauparzelle: 144                               |
| ja   | Datei hochladen | Marmorsäule beim Kreuzkirchl ID: 17451                                   | 46° 53′ 33″ N, 11° 26′ 2″ O                      | 12. Mai 1986 (BLR-LAB 2363)  | Denkmal | KG: Sterzing Grundparzelle: 475/5                          |
| ja   | Datei hochladen | Neustadt 1 ID: 17359                                                     | Neustadt 1 46° 53′ 56″ N, 11° 25′ 53″ O          | 3. Feb. 1952 (MD)            | Städtisches Wohnhaus | KG: Sterzing Bauparzelle: 43/1, 44, 513, 514, 686          |
| ja   | Datei hochladen | Neustadt 2 ID: 17407                                                     | Neustadt 2 46° 53′ 56″ N, 11° 25′ 52″ O          | 12. Mai 1986 (BLR-LAB 2363)  | Gasthaus | KG: Sterzing Bauparzelle: 129/1                            |
| ja   | Datei hochladen | Neustadt 3 ID: 17361                                                     | Neustadt 3 46° 53′ 55″ N, 11° 25′ 54″ O          | 3. Feb. 1952 (MD)            | Städtisches Wohnhaus | KG: Sterzing Bauparzelle: 47                               |
| ja   | Datei hochladen | Neustadt 5 ID: 17362                                                     | Neustadt 5 46° 53′ 54″ N, 11° 25′ 54″ O          | 6. Juli 1951 (MD)            | Städtisches Wohnhaus | KG: Sterzing Bauparzelle: 49                               |
| ja   | Datei hochladen | Neustadt 6 ID: 17406                                                     | Neustadt 6 46° 53′ 55″ N, 11° 25′ 52″ O          | 6. Juli 1951 (MD)            | Städtisches Wohnhaus | KG: Sterzing Bauparzelle: 127/1, 658                       |
| ja   | Datei hochladen | Neustadt 7 ID: 17363                                                     | Neustadt 7 46° 53′ 54″ N, 11° 25′ 54″ O          | 12. Mai 1986 (BLR-LAB 2363)  | Städtisches Wohnhaus | KG: Sterzing Bauparzelle: 50/1, 50/2                       |
| ja   | Datei hochladen | Neustadt 8 ID: 17405                                                     | Neustadt 8 46° 53′ 55″ N, 11° 25′ 52″ O          | 6. Juli 1951 (MD)            | Städtisches Wohnhaus | KG: Sterzing Bauparzelle: 126                              |
| ja   | Datei hochladen | Neustadt 9 ID: 17365                                                     | Neustadt 9 46° 53′ 54″ N, 11° 25′ 54″ O          | 6. Juli 1951 (MD)            | Städtisches Wohnhaus | KG: Sterzing Bauparzelle: 55/1, 55/2                       |
| ja   | Datei hochladen | Neustadt 10 ID: 17404                                                    | Neustadt 10 46° 53′ 54″ N, 11° 25′ 52″ O         | 6. Juli 1951 (MD)            | Städtisches Wohnhaus | KG: Sterzing Bauparzelle: 125                              |
| ja   | Datei hochladen | Neustadt 11-13 ID: 17366                                                 | Neustadt 11-13 46° 53′ 53″ N, 11° 25′ 54″ O      | 6. Juli 1951 (MD)            | Städtisches Wohnhaus | KG: Sterzing Bauparzelle: 56                               |
| ja   | Datei hochladen | Neustadt 12 ID: 17403                                                    | Neustadt 12 46° 53′ 54″ N, 11° 25′ 53″ O         | 6. Juli 1951 (MD)            | Städtisches Wohnhaus | KG: Sterzing Bauparzelle: 124                              |
| ja   | Datei hochladen | Neustadt 15 ID: 17367                                                    | Neustadt 15 46° 53′ 53″ N, 11° 25′ 54″ O         | 6. Juli 1951 (MD)            | Städtisches Wohnhaus | KG: Sterzing Bauparzelle: 58                               |
| ja   | Datei hochladen | Neustadt 18 ID: 17400                                                    | Neustadt 18 46° 53′ 53″ N, 11° 25′ 53″ O         | 4. Jan. 1952 (MD)            | Städtisches Wohnhaus | KG: Sterzing Bauparzelle: 120/1                            |
| ja   | Datei hochladen | Neustadt 20 ID: 17398                                                    | Neustadt 20 46° 53′ 53″ N, 11° 25′ 53″ O         | 4. Jan. 1952 (MD)            | Städtisches Wohnhaus | KG: Sterzing Bauparzelle: 119/1                            |
| ja   | Datei hochladen | Neustadt 22 ID: 17399                                                    | Neustadt 22 46° 53′ 52″ N, 11° 25′ 53″ O         | 4. Jan. 1952 (MD)            | Städtisches Wohnhaus | KG: Sterzing Bauparzelle: 118, 119/2, 311, 404, 562        |
| BW   | Datei hochladen | Neustadt 23 ID: 17369                                                    | Neustadt 23 46° 53′ 52″ N, 11° 25′ 54″ O         | 12. Mai 1986 (BLR-LAB 2363)  | Städtisches Wohnhaus | KG: Sterzing Bauparzelle: 68/1, 68/2                       |
| ja   | Datei hochladen | Neustadt 24 ID: 17397                                                    | Neustadt 24 46° 53′ 52″ N, 11° 25′ 53″ O         | 4. Jan. 1952 (MD)            | Städtisches Wohnhaus | KG: Sterzing Bauparzelle: 117                              |
| ja   | Datei hochladen | Neustadt 25-27 ID: 17370                                                 | Neustadt 25-27 46° 53′ 52″ N, 11° 25′ 55″ O      | 3. Feb. 1952 (MD)            | Gasthaus | KG: Sterzing Bauparzelle: 70                               |
| ja   | Datei hochladen | Neustadt 29 ID: 17372                                                    | Neustadt 29 46° 53′ 51″ N, 11° 25′ 55″ O         | 6. Juli 1951 (MD)            | Städtisches Wohnhaus | KG: Sterzing Bauparzelle: 75, 77/1                         |
| ja   | Datei hochladen | Neustadt 30 ID: 17395                                                    | Neustadt 30 46° 53′ 50″ N, 11° 25′ 54″ O         | 12. Mai 1986 (BLR-LAB 2363)  | Städtisches Wohnhaus | KG: Sterzing Bauparzelle: 111, 785                         |
| ja   | Datei hochladen | Neustadt 33 ID: 17374                                                    | Neustadt 33 46° 53′ 51″ N, 11° 25′ 55″ O         | 6. Juli 1951 (MD)            | Städtisches Wohnhaus | KG: Sterzing Bauparzelle: 79, 80                           |
| ja   | Datei hochladen | Neustadt 34 ID: 17393                                                    | Neustadt 34 46° 53′ 49″ N, 11° 25′ 54″ O         | 3. Feb. 1952 (MD)            | Städtisches Wohnhaus | KG: Sterzing Bauparzelle: 109                              |
| ja   | Datei hochladen | Neustadt 35 ID: 17375                                                    | Neustadt 35 46° 53′ 50″ N, 11° 25′ 55″ O         | 12. Mai 1986 (BLR-LAB 2363)  | Städtisches Wohnhaus | KG: Sterzing Bauparzelle: 81                               |
| ja   | Datei hochladen | Neustadt 37 ID: 17376                                                    | Neustadt 37 46° 53′ 50″ N, 11° 25′ 55″ O         | 6. Juli 1951 (MD)            | Städtisches Wohnhaus | KG: Sterzing Bauparzelle: 84                               |
| ja   | Datei hochladen | Neustadt 38 ID: 17391                                                    | Neustadt 38 46° 53′ 49″ N, 11° 25′ 54″ O         | 3. Feb. 1952 (MD)            | Städtisches Wohnhaus | KG: Sterzing Bauparzelle: 107                              |
| ja   | Datei hochladen | Neustadt 39 ID: 17377                                                    | Neustadt 39 46° 53′ 50″ N, 11° 25′ 55″ O         | 6. Juli 1951 (MD)            | Städtisches Wohnhaus | KG: Sterzing Bauparzelle: 87                               |
| ja   | Datei hochladen | Neustadt 40 ID: 17390                                                    | Neustadt 40 46° 53′ 49″ N, 11° 25′ 54″ O         | 3. Feb. 1952 (MD)            | Städtisches Wohnhaus | KG: Sterzing Bauparzelle: 105                              |
| ja   | Datei hochladen | Neustadt 41 ID: 17379                                                    | Neustadt 41 46° 53′ 50″ N, 11° 25′ 55″ O         | 6. Juli 1951 (MD)            | Städtisches Wohnhaus | KG: Sterzing Bauparzelle: 88                               |
| ja   | Datei hochladen | Neustadt 42 ID: 17389                                                    | Neustadt 42 46° 53′ 48″ N, 11° 25′ 54″ O         | 12. Mai 1986 (BLR-LAB 2363)  | Städtisches Wohnhaus | KG: Sterzing Bauparzelle: 104                              |
| ja   | Datei hochladen | Neustadt 43 ID: 17378                                                    | Neustadt 43 46° 53′ 50″ N, 11° 25′ 55″ O         | 6. Juli 1951 (MD)            | Städtisches Wohnhaus | KG: Sterzing Bauparzelle: 89                               |
| ja   | Datei hochladen | Neustadt 44 ID: 17388                                                    | Neustadt 44 46° 53′ 48″ N, 11° 25′ 54″ O         | 12. Mai 1986 (BLR-LAB 2363)  | Städtisches Wohnhaus | KG: Sterzing Bauparzelle: 103                              |
| ja   | Datei hochladen | Neustadt 45 ID: 17380                                                    | Neustadt 45 46° 53′ 49″ N, 11° 25′ 56″ O         | 6. Juli 1951 (MD)            | Städtisches Wohnhaus | KG: Sterzing Bauparzelle: 91/1                             |
| ja   | Datei hochladen | Neustadt 47 ID: 17381                                                    | Neustadt 47 46° 53′ 49″ N, 11° 25′ 56″ O         | 6. Juli 1951 (MD)            | Städtisches Wohnhaus | KG: Sterzing Bauparzelle: 92                               |
| ja   | Datei hochladen | Neustadt 48 ID: 17386                                                    | Neustadt 48 46° 53′ 48″ N, 11° 25′ 55″ O         | 12. Mai 1986 (BLR-LAB 2363)  | Städtisches Wohnhaus | KG: Sterzing Bauparzelle: 101/1                            |
| ja   | Datei hochladen | Neustadt 50 ID: 17385                                                    | Neustadt 50 46° 53′ 47″ N, 11° 25′ 55″ O         | 12. Mai 1986 (BLR-LAB 2363)  | Städtisches Wohnhaus | KG: Sterzing Bauparzelle: 100                              |
| ja   | Datei hochladen | Neustadt 51/A ID: 17383                                                  | Neustadt 51/A 46° 53′ 48″ N, 11° 25′ 56″ O       | 12. Mai 1986 (BLR-LAB 2363)  | Städtisches Wohnhaus | KG: Sterzing Bauparzelle: 95                               |
| ja   | Datei hochladen | Neustadt 53 ID: 17384                                                    | Neustadt 53 46° 53′ 48″ N, 11° 25′ 56″ O         | 7. Mai 2001 (BLR-LAB 1441)   | Städtisches Wohnhaus | KG: Sterzing Bauparzelle: 96                               |
| ja   | Datei hochladen | Pfarrkirche St. Stephan mit Friedhof in Ried ID: 17345                   | 46° 55′ 2″ N, 11° 26′ 49″ O                      | 12. Mai 1986 (BLR-LAB 2363)  | Kirche | KG: Ried Bauparzelle: 1 Grundparzelle: 1                   |
| ja   | Datei hochladen | Pfarrkirche Unsere Liebe Frau im Moos mit Friedhof und Arkaden ID: 17439 | 46° 53′ 27″ N, 11° 25′ 52″ O                     | 12. Mai 1986 (BLR-LAB 2363)  | Kirche | KG: Sterzing Bauparzelle: 214, 278 Grundparzelle: 227, 230 |
| BW   | Datei hochladen | Pfarrwidum ID: 17347                                                     | 46° 55′ 3″ N, 11° 26′ 47″ O                      | 12. Mai 1986 (BLR-LAB 2363)  | Widum/Kanonikerhaus | KG: Ried Bauparzelle: 12                                   |
| ja   | Datei hochladen | Pfarrwidum mit Kapelle ID: 17438                                         | 46° 53′ 33″ N, 11° 25′ 42″ O                     | 24. Aug. 1987 (BLR-LAB 5085) | Widum; die Kapelle befindet sich auf 46° 53′ 32,3″ N, 11° 25′ 43,3″ O.                                                           | KG: Sterzing Bauparzelle: 210, 211                         |
| BW   | Datei hochladen | Pfitscher mit Kapelle ID: 17461                                          | 46° 54′ 43″ N, 11° 25′ 46″ O                     | 12. Mai 1986 (BLR-LAB 2363)  | Bauernhof; die Kapelle befindet sich auf 46° 54′ 43,5″ N, 11° 25′ 46,1″ O.                                                       | KG: Tschöfs Bauparzelle: 152, 17                           |
| ja   | Datei hochladen | Pfitscher Tor ID: 17371                                                  | 46° 53′ 53″ N, 11° 25′ 58″ O                     | 12. Mai 1986 (BLR-LAB 2363)  | Befestigungsanlagen | KG: Sterzing Bauparzelle: 71                               |
| BW   | Datei hochladen | Pflasterer ID: 17353                                                     | 46° 55′ 22″ N, 11° 26′ 46″ O                     | 12. Mai 1986 (BLR-LAB 2363)  | Ländliches Wohnhaus/Bauernhof | KG: Ried Bauparzelle: 47                                   |
| BW   | Datei hochladen | Pichl ID: 17350                                                          | 46° 54′ 58″ N, 11° 26′ 54″ O                     | 12. Mai 1986 (BLR-LAB 2363)  | Ländliches Wohnhaus/Bauernhof | KG: Ried Bauparzelle: 26/1                                 |
| ja   | Datei hochladen | Rathaus ID: 17368                                                        | 46° 53′ 52″ N, 11° 25′ 54″ O                     | 12. Mai 1986 (BLR-LAB 2363)  | Verwaltungsbau | KG: Sterzing Bauparzelle: 66                               |
| BW   | Datei hochladen | Ruepe ID: 17460                                                          | 46° 54′ 37″ N, 11° 25′ 51″ O                     | 12. Mai 1986 (BLR-LAB 2363)  | Ländliches Wohnhaus/Bauernhof | KG: Tschöfs Bauparzelle: 7                                 |
| BW   | Datei hochladen | Salvatorkapelle in Lurx ID: 17349                                        | 46° 54′ 49″ N, 11° 26′ 27″ O                     | 12. Mai 1986 (BLR-LAB 2363)  | Kapelle | KG: Ried Bauparzelle: 24                                   |
| BW   | Datei hochladen | Saxer ID: 17455                                                          | 46° 53′ 27″ N, 11° 24′ 53″ O                     | 12. Mai 1986 (BLR-LAB 2363)  | Ländliches Wohnhaus/Bauernhof | KG: Thuins Bauparzelle: 30                                 |
| BW   | Datei hochladen | Schwalbeneggasse 11 ID: 17364                                            | Schwalbeneggasse 11 46° 53′ 55″ N, 11° 25′ 56″ O | 12. Mai 1986 (BLR-LAB 2363)  | Städtisches Wohnhaus | KG: Sterzing Bauparzelle: 52                               |
| BW   | Datei hochladen | Seeber ID: 17457                                                         | 46° 54′ 6″ N, 11° 25′ 29″ O                      | 12. Mai 1986 (BLR-LAB 2363)  | Ländliches Wohnhaus/Bauernhof | KG: Thuins Bauparzelle: 62                                 |
| BW   | Datei hochladen | Seeberhaus ID: 17432                                                     | 46° 53′ 57″ N, 11° 25′ 46″ O                     | 12. Mai 1986 (BLR-LAB 2363)  | Villa/Sommerfrischhaus | KG: Sterzing Bauparzelle: 783                              |
| ja   | Datei hochladen | St. Jakob in Thuins ID: 17453                                            | 46° 53′ 26″ N, 11° 24′ 59″ O                     | 12. Mai 1986 (BLR-LAB 2363)  | Kirche | KG: Thuins Bauparzelle: 1                                  |
| ja   | Datei hochladen | St. Margareth ID: 17433                                                  | 46° 53′ 55″ N, 11° 25′ 46″ O                     | 12. Mai 1986 (BLR-LAB 2363)  | Kirche | KG: Sterzing Bauparzelle: 195                              |
| BW   | Datei hochladen | St. Peter und Paul mit Umfriedung ID: 17459                              | 46° 54′ 35″ N, 11° 25′ 46″ O                     | 12. Mai 1986 (BLR-LAB 2363)  | Kirche | KG: Tschöfs Bauparzelle: 1 Grundparzelle: 2                |
| ja   | Datei hochladen | St. Salvator (Kreuzkirchl) ID: 17441                                     | 46° 53′ 34″ N, 11° 26′ 2″ O                      | 12. Mai 1986 (BLR-LAB 2363)  | Kirche | KG: Sterzing Bauparzelle: 221                              |
| ja   | Datei hochladen | St.-Johannes-Nepomuk-Denkmal beim Rathaus ID: 17452                      | 46° 53′ 53″ N, 11° 25′ 54″ O                     | 12. Mai 1986 (BLR-LAB 2363)  | Denkmal | KG: Sterzing Grundparzelle: 477                            |
| ja   | Datei hochladen | Stöcklwirt ID: 17387                                                     | Neustadt 46 46° 53′ 48″ N, 11° 25′ 55″ O         | 12. Mai 1986 (BLR-LAB 2363)  | Städtisches Wohnhaus | KG: Sterzing Bauparzelle: 102/1                            |
| ja   | Datei hochladen | Straßberg ID: 17354                                                      | 46° 55′ 34″ N, 11° 27′ 7″ O                      | 12. Mai 1986 (BLR-LAB 2363)  | Burgruine | KG: Ried Bauparzelle: 53                                   |
| BW   | Datei hochladen | Thaler in Raminges ID: 17464                                             | 46° 54′ 23″ N, 11° 24′ 36″ O                     | 12. Mai 1986 (BLR-LAB 2363)  | Villa/Sommerfrischhaus | KG: Tschöfs Bauparzelle: 28                                |
| ja   | Datei hochladen | Wildenburg mit Bildstock ID: 17437                                       | Hochstraße 2 46° 53′ 48″ N, 11° 25′ 50″ O        | 8. Juni 1951 (MD)            | Ansitz; der Bildstock befindet sich auf 46° 53′ 51,1″ N, 11° 25′ 40,1″ O.                                                        | KG: Sterzing Bauparzelle: 202/1, 271                       |
| ja   | Datei hochladen | Zwölferturm ID: 17450                                                    | 46° 53′ 56″ N, 11° 25′ 53″ O                     | 12. Mai 1986 (BLR-LAB 2363)  | Befestigungsanlagen | KG: Sterzing Bauparzelle: 272                              |

Falls bei einem Baudenkmal keine Koordinaten bekannt sind, werden ersatzweise die Katasterdaten zum Zeitpunkt der Unterschutzstellung angegeben. Diese sind weder offiziell noch zwingend aktuell.
Die vom Landesdenkmalamt übernommenen Adressen können veraltet sein.
| Foto:   | Fotografie des Denkmals. Klicken des Fotos erzeugt eine vergrößerte Ansicht. Daneben finden sich zwei Symbole: |
| ID      | Identifikator beim Südtiroler Landesdenkmalamt                                                                 |
| KG      | Katastralgemeinde                                                                                              |
| MD      | Ministerialdekret                                                                                              |
| BLR-LAB | Beschluss der Landesregierung – Landesausschussbeschluss                                                       |